# Tulinges

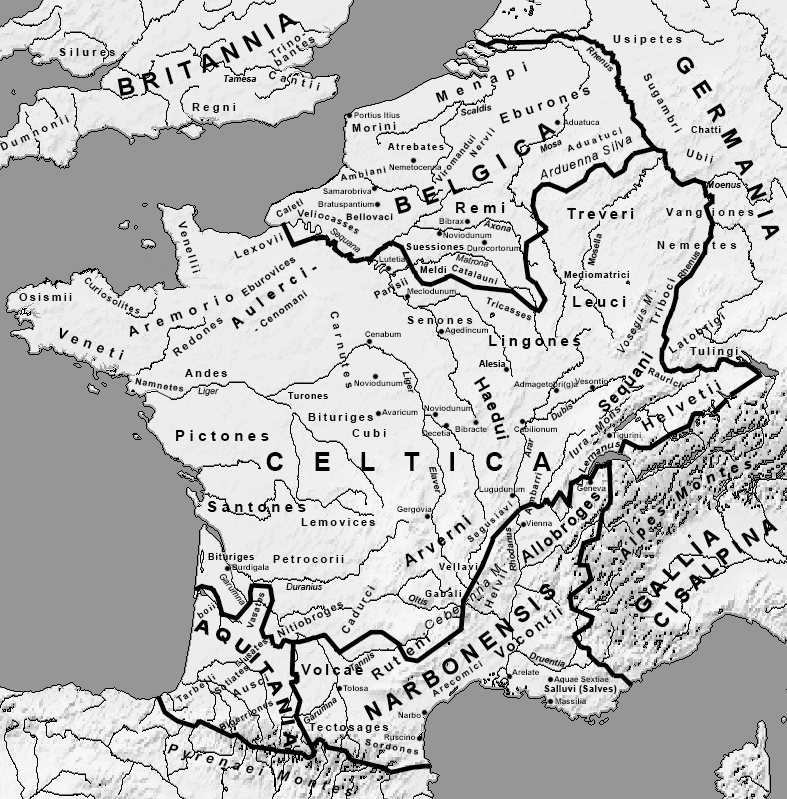
Carte des peuples gaulois.

Les Tulinges étaient un peuple voisin des Helvètes. Ils ne sont connus que par quatre mentions de Jules César dans ses Commentaires sur la Guerre des Gaules (Livre I, 5, 25, 28 & 29).

## Histoire
Avec les Rauraques, les Latoviques et les Boïens, les Tulinges accompagnèrent les Helvètes, commandés par Divico, dans leur migration vers l’ouest de la Gaule en 58 avant Jésus-Christ. C'étaient apparemment des Germains qui habitaient entre la Forêt Noire et le lac de Constance. La ville actuelle de Tuttlingen rappelle leur nom. Helvètes, Latoviques et Boïens étant des Celtes, peut-être les ont-ils rejoints pour échapper à l'oppression des Suèves d'Arioviste.
Malgré la mort soudaine d’Orgétorix, leur chef, les Helvètes persistèrent dans leur décision d’abandonner leur territoire pour s’installer en Saintonge. Ils entraînèrent donc les autres peuples qui les suivirent. César précise que les Helvètes brûlèrent leurs douze villes et leurs quatre cents villages pour n'être pas tentés de faire demi-tour. Les Tulinges étaient, au dire de César, au nombre de 36000 (BG I, 28) dont environ 8000 combattants qui fermaient la marche (BG I, 25).
Prétextant des exactions qu'ils auraient commises dans leur déplacement et le risque - imaginaire -qu'ils auraient pu, une fois arrivés, représenter pour la ville de Toulouse, César affronta ces peuples en marche avec femmes, enfants, vieillards, chariots de bagages ; une première fois sur le territoire des Séquanes, puis surtout à la bataille de Bibracte. La défaite contraignit les survivants à retourner dans leur pays de départ à l’exception des Boïens qui furent accueillis chez les Éduens. À la suite de quoi les Eduens supplièrent le chef romain de les délivrer de la domination qu'Arioviste faisait peser sur eux et de l'installation de Germains de plus en plus nombreux dans l'est de la Gaule. Ce fut le point de départ de la conquête de la Gaule.

## Sources
- Venceslas Kruta, Les Celtes, Histoire et Dictionnaire, Éditions Robert Laffont, coll. « Bouquins », Paris, 2000,  (ISBN 2-7028-6261-6).
- John Haywood (intr. Barry Cunliffe, trad. Colette Stévanovitch), Atlas historique des Celtes, éditions Autrement, Paris, 2002,  (ISBN 2-7467-0187-1).
- Consulter aussi la bibliographie sur les Celtes et la bibliographie de la mythologie celtique.

## Wikisource
- Jules César, Commentaires sur la Guerre des Gaules